# Coopérative U
Coopérative U is een Franse keten van hypermarkten en grote en kleine supermarkten. Hieronder vallen de winkels van Hyper U, Super U, en U Express.  Het assortiment is erg uitgebreid, ook op het gebied van non-food. Eind jaren tachtig trad het bedrijf op als hoofdsponsor van de gelijknamige wielerploeg rondom Laurent Fignon.

## Winkels

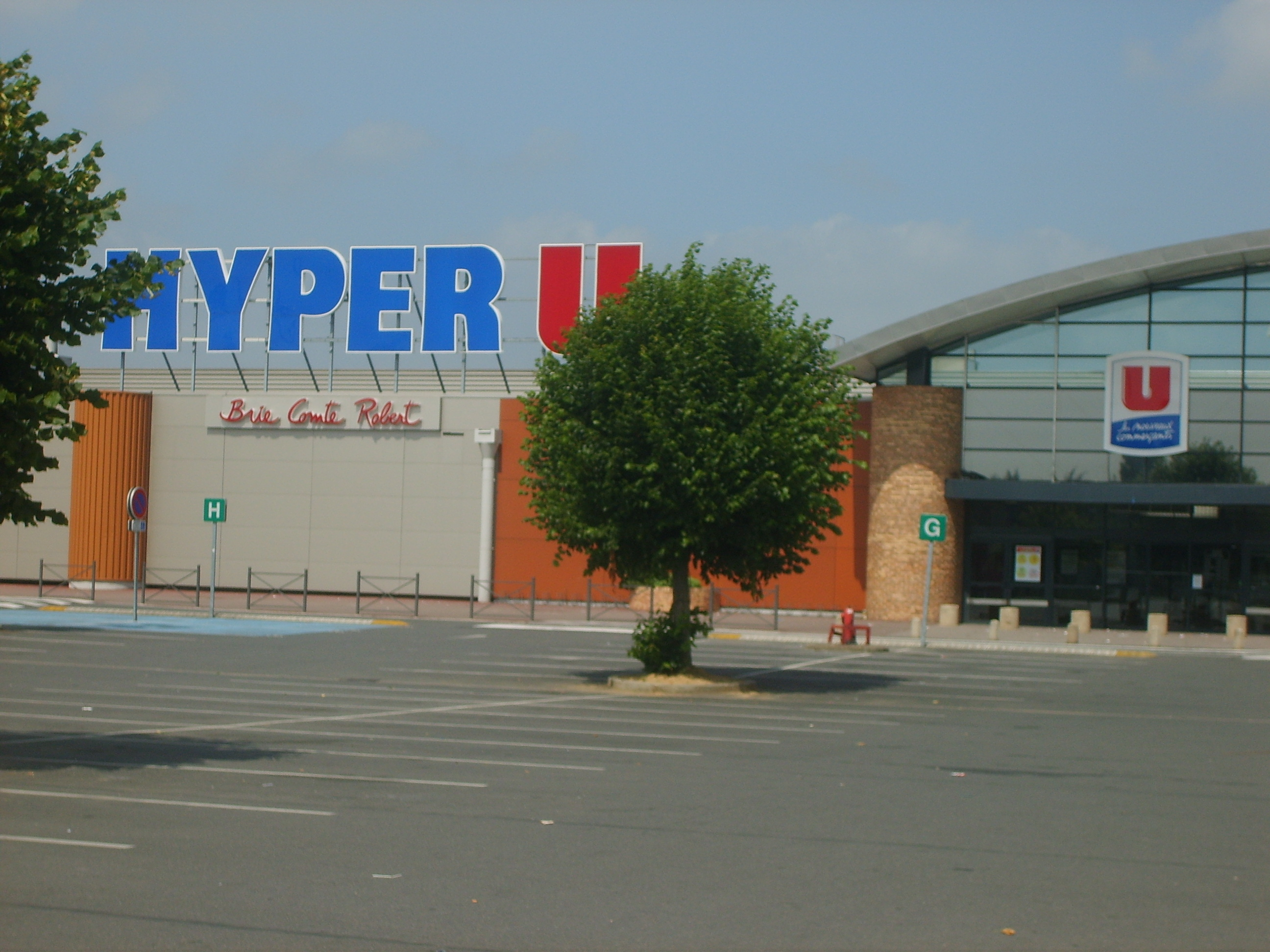
Hyper U, Brie-Comte-Robert.

De keten bezit 26 opslagdepots en heeft in 2022 meer dan 1500 winkels, verdeeld onder:
- Hyper U, Hypermarkten
- Super U, Supermarkten
- U Express, Kleine supermarkten in de stad